# Ingeborg Poffet
Ingeborg Poffet (* 17. Januar 1965 in Bensberg, Deutschland) ist eine Schweizer Improvisationsmusikerin (Akkordeon, Gesang) und Komponistin, die in Basel und Frankreich lebt und weltweit tätig ist.

## Leben und Wirken
Poffet begann sehr früh mit dem Akkordeonspiel. Ab ihrem vierten Lebensjahr trat sie öffentlich in Konzerten auf. Als Solistin in verschiedenen Akkordeonorchestern konzertierte sie sowohl im Bereich der klassischen als auch der zeitgenössischen Musik. An der Hochschule für Musik Köln studierte sie von 1984 bis 1986 Computermusik bei Clarence Barlow, auf dem Akkordeon bildete sie sich bei anerkannten Interpreten wie Hugo Noth, Mie Miki-Schenck, Guido Wagner oder Elsbeth Moser fort.
Dann leitete sie verschiedene Projekte im Bereich der Neuen Musik und arbeitete von 1986 bis 1989 in Studios für elektronische Musik in Berlin und Basel. Weiterhin war sie als Komponistin und Instrumentalistin für das Theater Basel tätig und war an der Realisierung von Filmmusiken von Niki Reiser für Dani Levy (I Was on Mars / Väter / Alles auf Zucker!), für Hermine Huntgeburth (Das Trio) und für Doris Dörrie (Keiner liebt mich) ebenso beteiligt wie an der Musik zum Dokumentarfilm Der letzte Coiffeur vor der Wettsteinbrücke.
Sie bildete mit ihrem Mann JOPO das duo fatale vision, das mit unterschiedlichen Musikern wie Ralf Kaupenjohann, Heinz Schäublin (trio fatale vision), Paul Hubweber oder Lukas Lindenmaier erweitert auftrat sowie mit JOPO, Johannes Frisch und Michael Ströder das KABA-QuARTett. Weiterhin hatte sie Projekte mit Freddy Allemann und Laurent Charles (Gedichte von Paul Celan) und mit DJ (Fresh‚ nDJ, Duo fatale meets DJ GRU) sowie regelmäßige Begegnungen mit Musikern aus asiatischen und nordafrikanischen Kulturkreisen. 2003 schuf sie mit JOPO die Multi-Media-Performance femme fatale (mit Tanz, Lichteffekten und Kettensägen). In den letzten Jahren komponierte sie verschiedene Musik-Sudokus (Acht Miniaturen, Die Klangbox 1, Die Klangbox 2). Sie trat bei den Leipziger Jazztagen und weiteren internationalen Festivals in Mittel- und Osteuropa, Südostasien und Afrika auf.
Sie gibt Privatunterricht für Akkordeon, Gesang und Theorie und leitet seit 1992 Gehörbildungs- und A-cappella-Kurse.

## Preise und Auszeichnungen
- Jugend Musiziert (mehrere 1. Preise für Akkordeon zwischen  1979 und 1983)
- 2. Preis Kunstkredit Basel (1990)
- Förderpreis der Alexander-Clavel-Stiftung Riehen (1992)
- Preisträgerin Marguerite de Reding für Improvisation (2001)
- 1. Preis Swiss Music Composition Contest (2009)
- Preis des syntharp swiss-composition-contest für JOPO & Ingeborg Poffet (2010/2011).

## Diskographie
- 1990 LP/CD The story over the draw to the music, City/6/tett with special guest Ingeborg Berscheid, live in Istanbul (XOPF-Records Nr.003)
- 1990 LP/CD Fatalos, Duo fatale (XOPF-Records Nr.005)
- 1991 CD Fatalos 2, Duo fatale (XOPF-Records Nr.011)
- 1991 CD/VHS I was on mars (von Dani Levi), Music by Niki Reiser, Soundtrack, Nik 001
- 1991 MC/Dias Indianer in Manhattan, Musik-Dia-Cassette von trio fatale vision (Edition Zeig, Basel)
- 1992 MC/CD Townsteps, City/6/tett (XOPF-Records Nr.013)
- 1993 MC Mumbai dance, JAISH (XOPF-Records Nr.018)
- 1994 MC live at the 2. int.XOPF-Festival '93, XOPF-POOL-INTERNATIONAL '93 (XOPF-Records Nr.020)
- 1995 CD living in Apollon's garden; Duo fatale & The Duo fatale Orchestra (XOPF-Records Nr.023)
- 1995 CD/VHS Keiner liebt mich (by Doris Dörrie), Music by Niki Reiser, Soundtrack, Emi Electrola (7243 8 32217 21)
- 1997 CD Return to Bombay; JAISH (XOPF-Records Nr.027)
- 1998 CD/DVD Das Trio (mit Götz George, von Hermine Huntgeburth), Music by Niki Reiser, Soundtrack, BMG Ariola
- 2000 CD Indian Book, JOPO & Ingeborg Poffet (XOPF-Records Nr.034) SRI (Swiss Radio International) “Selection”
- 2001 CD kabalesque, KABA-QuARTett (STV 015/XOPF-Records Nr.035) SRI “Selection”
- 2002 CD/DVD Väter (by Dani Levi), Music by Niki Reiser, Original-Soundtrack, Nr.241, normal-records
- 2003 CD/DVD Der letzte Coiffeur vor der Wettsteinbrücke (by J.Falk/Ch.Jamin), Soundtrack, Idee & Klang 2003
- 2004 CD/DVD Alles auf Zucker! (by Dani Levy), Music by Niki Reiser, Ingeborg Poffet accordeon with WDR-Big-Band Original-Soundtrack, normal records 266 CD, * Deutscher Filmpreis 2005, u. a. Bester Film Gold, Beste Filmmusik
- 2005 CD Athan, Aisha Fatalisha (XOPF-Records Nr.038, distribution SMP 0605-0087)
- 2005 DVD TUURAIN TUVURGUUN - in a country which is moving and going ahead from Tobias Wulff, with a documentation from the 7th int. festival "Roaring Hoofs * * 2005" incl. original-music by Duo fatale (JOPO & Ingeborg Poffet), available at Avinth Medienproduktion
- 2005 CD Fiction - Die Zeit, eine elektro-akustische Klangdichtung, Duo fatale (XOPF-Records Nr.039)
- 2006 CD Indian Book Remix 2006, JOPO & Ingeborg Poffet (XOPF-Records Nr.034)SRI (Swiss Radio International) “Selection”
- 2007 DVD music-video-Art-project: Ghosttown, Duo fatale & Fabian Müller, (XOPF-Records Nr.040)
- 2008/09 CD mango-cherries, Indian Book.Trio JOPO & Ingeborg Poffet, Udai Mazumdar, tabla (XOPF-Records Nr.041)
- 2009 CD/DVD Maria ihm schmeckt es nicht (by Neele Leanda Vollmar), Music by Niki Reiser, Ingeborg Poffet accordeon, Original-Soundtrack, Königskinder Music GmbH, 2009, EAN 4046661169324
- 2010 DVD music-video-Art-project: opsonization, music & visuals by Duo fatale medical recordings by Dr. med. Daniel Müller, electro-acoustic-visually inspirations from the sound of the human body and a journey through it, XOPF-Records Nr.044
- 2011 CD/DVD Das Blaue vom Himmel, (by Hans Steinbichler), music by Niki Reiser, Ingeborg Poffet accordeon, Produktion: ahoi Musikverlag

## Veröffentlichungen
- 2006 Indian Book (1992–2000), JOPO & Ingeborg Poffet, für Saxophon (in Eb und Bb), Klarinette oder andere Melodieinstrumente, optionale Stimme und Akkordeon, Bochum: AUGEMUS Musikverlag (ISMN 979-0-50010-077-5).
- 2008 Musik-Sudoku, zum Knobeln und Musizieren. Sechzig Skalen-Rätsel und acht Musik-Sudokus, Bochum: AUGEMUS Musikverlag (ISMN 979-0-50010-082-9; ISBN 978-3-924272-97-5).
- 2008 Acht Miniaturen, Lösungspartituren der Musik-Sudokus, Lösungspartituren der Musik-Sudokus für Akkordeon, Klavier oder zwei Soloinstrumente, Bochum: AUGEMUS Musikverlag (ISMN 979-0-50010-086-7).
- 2009 Die Klangbox 1 - An einem schönen Nachmittag. Musik-Sudokus zum Lernen, Singen, Spielen (und Aufführen) (2008), Bochum: AUGEMUS Musikverlag (ISMN 979-0-50010-087-4; ISBN 978-3-924272-96-8).
- 2011 Die Klangbox 2 - Die Reise des Heldibus. Musik-Sudokus zum Lernen, Singen, Spielen (und Aufführen), Essen: AUGEMUS Musikverlag (ISMN 979-0-50010-094-2; ISBN 978-3-924272-95-1).

## Lexigraphische Einträge
- Bruno Spoerri (Hrsg.): Biografisches Lexikon des Schweizer Jazz CD-Beilage zu: Bruno Spoerri (Hrsg.): Jazz in der Schweiz. Geschichte und Geschichten. Chronos-Verlag, Zürich 2005, ISBN 3-0340-0739-6.